# Leandro Castán
Leandro Castán da Silva (ur. 5 listopada 1986 w Jaú) – brazylijski piłkarz, który występował na pozycji obrońcy. Dwukrotny reprezentant Brazylii. 
W swojej karierze występował m.in. w takich klubach jak: AS Roma, Vasco da Gamma, SC Corinthians Paulista, Torino FC czy Grêmio Barueri.

## Kariera klubowa
Swoją karierę piłkarską Castán rozpoczął w klubie Atlético Mineiro z Belo Horizonte. W 2005 roku awansował do kadry pierwszej drużyny. 10 lipca 2005 zadebiutował w brazylijskiej Série A w przegranym 1:2 wyjazdowym meczu z Cruzeiro EC. Na koniec 2005 roku spadł z Atlético Mineiro do Série B. W 2006 roku wygrał rozgrywki Série B.
W 2007 roku Castán przeszedł do Helsingborgs IF. W nim zadebiutował 24 września 2007 roku w przegranym 3:4 wyjazdowym meczu z Örebro SK. W Helsingborgu rozegrał 4 mecze.
W 2008 roku Castán wrócił do Brazylii i został zawodnikiem klubu Grêmio Barueri. Na koniec roku wywalczył z nim awans z Série A do Série B. W 2010 roku przeszedł do Corinthiansu z São Paulo. Zadebiutował w nim 1 sierpnia 2010 w zremisowanym 1:1 wyjazdowym spotkaniu z S.E. Palmeirasem. W 2011 roku wywalczył z Corinthiansem mistrzostwo Brazylii. W 2012 roku wystąpił w finałowych meczach Copa Libertadores z Boca Juniors (1:1, 2:0), dzięki którym zdobył ten puchar.
Latem 2012 Castán podpisał kontrakt z AS Roma. Kosztował 5,5 miliona euro. W Serie A zadebiutował 26 sierpnia 2012 w zremisowanym 2:2 domowym meczu z Catanią.

## Kariera reprezentacyjna
W reprezentacji Brazylii Castán zadebiutował 16 października 2012 roku w wygranym 4:0 towarzyskim meczu z Japonią, rozegranym we Wrocławiu.